# 对称联邦主义
对称联邦主義是一种联邦政府的類型，在这种政府中，联邦中的每个成員州拥有對等的权力。在对称联邦主義中，各组成州之间没有任何区别。这与非对称联邦制形成对比，在非对称联邦制中，各组成州之间具有区别。

## 實例

### 澳洲
澳大利亚是一个對稱聯邦主義的聯邦，因为6个州除了因人口不同而在众议院中的代表权不同外，每个州都有同等的自治权和议会代表权。 

### 美国
美国亦是一个對稱聯邦主義的聯邦，因为根据美国宪法，聯邦中的50个州均具有相同的地位和权力。 然而，美国有许多海外領土直接受美国联邦政府控制，有不同程度的自治权。哥伦比亚特区不是一个海外領土地区，但它也是由联邦政府直接控制的，自治程度有限。